# ZASPL Osa
ZASPL Osa – projekt polskiego motoszybowca opracowany w dwudziestoleciu międzywojennym.

## Historia
Studenci Politechniki Lwowskiej Stanisław Lassota i Mieczysław Mitis, na zlecenie Związku Awiatycznego Studentów Politechniki Lwowskiej, w 1936 roku opracowali studium konstrukcyjne motoszybowca. Projekt otrzymał nazwę ZASPL "Osa".
W 1937 roku dokumentacja została przekazana do Warsztatów Szybowcowych ZASPL, gdzie przystąpiono do budowy dwóch egzemplarzy prototypowych motoszybowca. Jednak z uwagi na problemy finansowe Warsztatów (a ostatecznie ich upadek i wchłonięcie przez Lwowskie Warsztaty Lotnicze) projekt nie doczekał się realizacji przed wybuchem II wojny światowej.

## Konstrukcja
Jednomiejscowy motoszybowiec w układzie wolnonośnego średniopłata o konstrukcji drewnianej.
Kadłub o konstrukcji skorupowej zakończony statecznikiem pionowym. Pokrycie wykonane ze sklejki. Kabina pilota zakryta, umiejscowiona u nasady skrzydła. Osłona kabiny dwuczęściowawa, wykonana ze szkła organicznego, ze stałym wiatrochronem i odsuwaną do tyłu limuzyną.
Płat o podwójnym wzniosie, trójdzielny o obrycie prostokątnym z eliptycznym zakończeniem. Wyposażony w lotki. Pokrycie płata drewniane, lotek płócienne.
Usterzenie klasyczne krzyżowe o konstrukcji drewnianej, powierzchnie sterowe kryte płótnem. Statecznik poziomy niedzielony, mocowany okuciem do kadłuba.
Podwozie stałe, trójpunktowe z płozą ogonową. Golenie główne zawieszone na wahaczach, amortyzowane sznurami gumowymi.
Napęd - dwucylindrowy silnik chłodzony powietrzem Köller o mocy 17 KM lub silnik JS-3 (konstrukcji Jerzego Szablowskiego) również o mocy 17 KM.